# Корнешти
Корнешти је град у Унгенском рејону, у Молдавији.

## Историја
Пруга Кишињев - Корнешти је грађена у периоду од 1871. до 1873. године. Линија Корнешти - Унгени је отворена 1. јуна 1875. и тиме је успостављен саобраћај са Румунијом.